# Драган Чавић
Драган Чавић (Зеница, 10. март 1958) српски је политичар и економиста. Био је председник Народног демократског покрета (НДП), посланик у Народној скупштини Републике Српске и бивши председник Републике Српске (2002—2006).

## Биографија
Чавић је рођен у Зеници 1958. године. Основну и средњу школу је завршио у Бањој Луци. Дипломирао на Економском факултету у Бањој Луци 1980. године. Радио је као економиста, финансијски менаџер и комерцијални директор у неколико државних и приватних фирми. Посланик у Народној Скупштини РС био је од 1998. године. Међународни представник Карлос Вестендорп га је смијенио, али му је сљедеће године враћен мандат. Током пет година био је члан Сената Републике Српске. Током трајања мандата председника Републике Српске Драган Чавић се суочио са тешким притисцима великих сила. Поред тога, није имао довољну подршку из Србије нити су прилике у Републици Српској биле стабилне. Године 2008. Чавић је напустио СДС, а почетком 2009. основао је Демократску партију, да би се 2013. године заједно са Народном демократском партијом ујединили у Народни демократски покрет (НДП). Чавић је ожењен и има сина и кћерку.

## Политичка каријера
Чавић је бивши члан Српске демократске странке, обављао је дужност председника те странке — до 2006. године, а раније и заменика председника председништва странке од јуна 1998. до марта 2002. године. На унутарстраначким изборима 2002. године изабран је за заменика председника странке.
Године 1998. изабран је за посланика у Народној скупштини Републике Српске, али га је са те дужности уклонио тадашњи високи представник Карлос Вестендорп због, како је образложено, опструкције спровођења Дејтонског мировног споразума. Уклањање са дужности подразумевало је забрану политичког деловања, но ту је одлуку 1999. поништио Вестендорпов наследник, Волфганг Петрич.
Драган Чавић је изабран за председника Републике Српске 5. октобра 2002. године, заменивши тако бившег председника Мирка Шаровића. Чавић је добио 35,9% гласова, док је његов најуспешнији противкандидат, Милан Јелић, освојио 22,1%. Одзив бирача износио је 53,9%.
На изборима за председника Републике Српске 2006. године, Драган Чавић је изгубио од противкандидата Милана Јелића (СНСД). Убрзо након тога је окривљен за изборни пораз и поднео оставку на место председника СДС-а. Након оставке бивше колеге су га избациле из свих одбора СДС-а како он не би имао прилику да се врати на политичку сцену. У СДС-у је тада дошло до конфликта између наводно двије струје: Чавићеве реформистичке струје и конзервативне струје иза које стоји Драган Калинић, бивши председник СДС-а.
Дана 11. децембра 2008. године Драган Чавић је на конференцији за штампу објавио да се повлачи из СДС-а и да ће основати нову странку, којој ће се, могуће, придружити посланици у Народној скупштини Републике Српске Војислав Глигић и Бранислав Шкобо, који су дан раније изјавили да се повлаче из Српске демократске странке и да ће деловати као независни посланици. Драган Чавић је 15. јануара 2009. у Бањој Луци регистровао Демократску партију, чији су суоснивачи Момчило Новаковић, Војислав Глигић, Бранислав Шкобо и Ђорђе Милићевић. Странка се 2013. године заједно са Народном демократском партијом ујединили у Народни демократски покрет (НДП), и чланови су владајуће коалиције.

## Признања
- Орден Републике Српске (2012)[1]